# Brandon Jacobs
Pour les articles homonymes, voir Jacobs.
(en) Statistiques sur pro-football-reference
Brandon Jacobs, né le 6 juillet 1982 à Houma (Louisiane), est un joueur américain de football américain qui joue au poste de running back. Il mesure 1,94 m pour 120 kg.

## Biographie
Il a été retenu par les Giants de New York au 4e tour (9e choix) du draft de 2005
En janvier 2008, après trois saisons, Jacobs a dépassé les 1 500 yards à la course matchs en matchs de NFL. Lors de sa première année de joueur professionnel il a réussi 7 touchdowns, le premier joueur des Giants à réussir cette performance depuis 1984.
Il remporte le Super Bowl XLII contre les Patriots de la Nouvelle-Angleterre.
En 2012, il rejoint les 49ers de San Francisco avec lesquels il ne joue presque pas. La saison suivante, il revient chez les Giants, et prend sa retraite à l'issue de celle-ci.